# Djarkpanga
 (septembre 2017).
Si vous disposez d'ouvrages ou d'articles de référence ou si vous connaissez des sites web de qualité traitant du thème abordé ici, merci de compléter l'article en donnant les références utiles à sa vérifiabilité et en les liant à la section « Notes et références ».
Djarkpanga est le chef-lieu de la préfecture de Mô située à l’ouest du Togo, dans la région centrale, près de la frontière du Ghana.

## Histoire

### Époque ancienne
À l'époque ancienne, les royaumes frontaliers de Dagomba et Bassar se sont affrontés à Djarkpanga pour sécuriser leurs limites jusqu'en 1873, date marquant la fin de leurs affrontements pour les localités de Folo et Kagnibgara.

« Les Bassar sont attaqués par Naa-Abdoulai, roi des Dagomba de 1870 a 1873. C'est durant cette période que les groupements comme Kadiamgbara et Folo (des bassar infiltrés dans la plaine du Mô) sont séparés de la suzeraineté bassari et dépendent alors plus ou moins du royaume dagomba. »

— Robert Cornevin, Histoire du Togo